# Teluknaga
Teluknaga est une ville d’Indonésie dans la province de Banten sur l’île de Java dans la banlieue de Jakarta.
Sa population était de 111 895 habitants en 2010.
La ville est située à proximité de l'aéroport international Soekarno-Hatta.